# Diabolo menthe
Diabolo menthe je francouzský hraný film z roku 1977, který režírovala Diane Kurys podle vlastního scénáře. Snímek měl světovou premiéru 14. prosince 1977.

## Děj
Letní prázdniny roku 1963 právě skončily a dvě sestry Anne a Frédérique Weberovy začínají školní rok na pařížské střední škole. Jejich rodiče jsou rozvedení a otce kromě prázdnin téměř nevídají.
Anně je třináct let, je spíše rezervovaná, ale také velmi roztěkaná ve studiu a sní o chlapci, kterého potkala o prázdninách. Neustále a bez skrupulí krade a lže své matce a sestře. Starší Frederique je patnáct let a ani její studium není právě dokonalé. Hraje si na rebelku: má vztah s klukem, který jí píše vášnivé dopisy, kouří a stane se aktivistkou v levicové skupině, přičemž politika je na lyceu zakázaná.

## Obsazení
| Éléonore Klarwein      | Anne Weber                 |
| Odile Michel           | Frédérique Weber           |
| Anouk Ferjac           | paní Weber                 |
| Michel Puterflam       | pan Weber                  |
| Yves Rénier            | Philippe                   |
| Robert Rimbaud         | pan Cazeau                 |
| Marie-Véronique Maurin | Muriel                     |
| Corinne Dacla          | Pascale                    |
| Coralie Clément        | Perrine                    |
| Valérie Stano          | Martine                    |
| Anne Guillard          | Sylvie                     |
| Véronique Vernon       | Évelyne                    |
| Dora Doll              | profesorka tělocviku       |
| Françoise Bertin       | profesorka francouzštiny   |
| Jacqueline Doyen       | slečna Petitbon            |
| Tsilla Chelton         | hlavní vychovatelka        |
| Nadine Alari           | zástupkyně ředitelky       |
| Marthe Villalonga      | profesorka angličtiny      |
| Dominique Lavanant     | profesorka matematiky      |
| Denise Péron           | profesorka kreslení        |
| Arlette Bonnard        | profesorka dějepisu        |
| Jacques Rispal         | správce lycea              |
| Frédérique Meininger   | profesorka přírodních věd  |
| Marie-Aude Echelard    | profesorka fyziky a chemie |
| Thérèse Quentin        | slečna Dumas               |
| Francine Olivier       | slečna Ruffier             |
| Julia Dancourt         | paní Jacquet               |
| Jean-Claude de Goros   | pan Jacquet                |
| Chris Etchevery        | Stéphane                   |
| Darius Depoléon        | Marc                       |
| Claude Confortès       | obchodní cestující         |